# Chief justice
Chief Justice (che si può tradurre giudice capo) è la carica del presidente della Corte suprema nei diversi paesi del Commonwealth o dei paesi con un sistema giudiziario anglosassone basato sulla common law inglese, come la Corte suprema degli Stati Uniti d'America, la Corte suprema del Canada, la Corte suprema dell'India, la Corte suprema della Nuova Zelanda e delle corti supreme delle province o degli Stati federati. In Inghilterra, nel Galles e in Irlanda del Nord, l'equivalente è il  Lord Chief Justice e in Scozia, il Lord President of the Court of Session.
Il "giudice capo" può essere nominato in molti modi, ma in molte nazioni la posizione di presidente è comunemente dato al giudice più anziano nella Corte, mentre negli Stati Uniti è spesso la più importante nomina politica del presidente, soggetta all'approvazione da parte del Senato degli Stati Uniti. Anche se il titolo di questo incarico al vertice dei giudici statunitensi è, per legge, Chief Justice of the United States (Giudice capo della giustizia degli Stati Uniti), viene spesso usato ufficiosamente il termine "Chief Justice of the Supreme Court" "Giudice capo della Corte suprema" o presidente della Corte suprema.
In alcuni Stati il capo della giustizia ha un altro titolo, per esempio  presidente della Corte suprema. 
In altri casi viene usato il titolo di giudice capo della giustizia, ma la Corte ha un altro nome, ad esempio la "Corte suprema della magistratura" nella colonia inglese di Ceylon, la "Corte di appello" nel Maryland.

## Competenze
Il Chief Justice ha spesso l'incarico di presidente durante le deliberazioni (non in pubblico) della Corte suprema e spesso è il primo ad esprimere la sua opinione. Tuttavia, la maggior parte delle Corti supreme non sono gerarchiche, il che significa che il "Chief Justice" non deve necessariamente avere alcun diretto potere di controllo sulle azioni degli altri giudici. La loro personale decisione ha uguale peso nelle sentenze di uno qualsiasi dei giudici associati alla corte.
In diversi paesi, il Chief Justice è il secondo in linea dopo la carica di presidente o "governatore generale", il cui titolare potrebbe morire o dimettersi, o terzo, se c'è un Vice Presidente o Luogotenente Governatore generale. Ad esempio, se il "governatore generale del Canada" è impossibilitato a svolgere le sue funzioni, il Chief Justice of Canada svolge i compiti del governatore generale.
Oltre al loro ruolo intrinseco nel contenzioso, essi possono avere competenze aggiuntive, come ad esempio "giuramento" degli alti funzionari di stato; per esempio, il Chief Justice of the United States (il Giudice capo della giustizia degli Stati Uniti) tradizionalmente amministra il giuramento alla cerimonia di insediamento del presidente degli Stati Uniti, come fa il  Chief Justice del Sud Africa all'insediamento del presidente del Sud Africa.